# Minh Lan Truyện
Minh Lan truyện (tiếng Trung: 知否？知否？应是绿肥红瘦, âm Hán Việt: Tri phủ? Tri phủ? Ứng thị lục phì hồng sấu; Tiếng Anh: The Story of MingLan) là một bộ phim truyền hình Trung Quốc năm 2018 được chuyển thể từ tiểu thuyết ngôn tình cổ trang Trung Quốc có tựa đề "Thật ư? Thật ư? Phải là hồng phải xanh thắm" của tác giả Quan Tâm Tắc Loạn (关心则乱). Phim có sự tham gia của các diễn viên nổi tiếng như Triệu Lệ Dĩnh, Phùng Thiệu Phong, Chu Nhất Long, Thi Thi, Tào Thúy Phân, Lưu Quân. Bộ phim được công chiếu vào ngày 25 tháng 12 năm 2018 trên đài truyền hình Hồ Nam.

## Tóm tắt
Lấy bối cảnh triều đại Bắc Tống, con gái thứ sáu nhà họ Thịnh – Thịnh Minh Lan (Triệu Lệ Dĩnh) từ nhỏ đã thông minh xinh đẹp hơn người. Sớm mồ côi mẹ, Minh Lan phải sống trong cảnh mẹ cả không thương, tỷ muội khó gần, phụ thân không coi trọng. Nàng che giấu tất cả thông tuệ, tài năng, nhẫn nhục trưởng thành trong nghịch cảnh, chịu đựng tất cả chèn ép vẫn tự lập tự cường như cũ, trải qua nhiều gian nan để báo thù cho mẹ ruột.
Minh Lan quen biết nhị công tử Ninh Viễn Hầu Cố Đình Diệp (Phùng Thiệu Phong). Cố Đình Diệp từng giúp đỡ, cũng từng gây khó dễ với Minh Lan. Dần phát hiện sự thông minh sắc sảo ẩn giấu sau vẻ ngoài mềm mại kia, cũng chứng kiến nỗi cô đơn yếu đuối đằng sau tính cách kiên cường ấy, Cố Đình Diệp đã động lòng.
Triều đình trải qua một trận phong ba, Cố Đình Diệp cầm chiếu cần vương, phá tan quân phản tặc, lập tân đế, trở thành đệ nhất công thần của tân triều, cưới Minh Lan làm vợ. Sau khi kết hôn, Minh Lan quản lý gia nghiệp, chỉnh đốn hầu phủ, trừ gian diệt ác. Phu thê hai người tháo gỡ hiểu lầm, tình cảm sâu sắc quyến luyến. Kết thúc, Minh Lan cùng trượng phu giúp đỡ minh quân củng cố chính quyền, cũng tận hưởng nhân sinh hạnh phúc mỹ mãn.
Từ thứ nữ bị khinh thường đến chủ mẫu Hầu môn, gia tộc hưng thịnh hiển vinh, lễ giáo chu toàn nhất nhất, là một truyền kỳ về quá trình phấn đấu của người con gái.

## Diễn viên

### Tuyến nhân vật chính
| Diễn viên                                            | Vai diễn                | Giới thiệu |
| ---------------------------------------------------- | ----------------------- | --- |
| Triệu Lệ Dĩnh (Lưu Sở Điềm thủ vai lúc nhỏ)          | Thịnh Minh Lan (盛明蘭) | Thịnh gia Lục tiểu thư -> Hầu phủ Nhị công tử phu nhân -> Cáo mệnh Hầu gia Phu nhân. Thịnh gia Lục cô nương, là đứa con gái không được thương yêu nhất trong nhà, từ nhỏ đã không được phụ thân coi trọng, tỷ muội thừa cơ ức hiếp. Cuộc sống gian nan, đằng sau tường cao cửa rộng ẩn giấu trùng trùng nguy cơ. May mà Minh Lan được tổ mẫu Thịnh lão thái thái yêu thương cùng nâng đỡ, nàng che giấu trí tuệ, tài năng, nỗ lực trưởng thành trong nghịch cảnh. Từ đứa trẻ bị khinh thường, bị cô lập trong nhà, trở thành nhân vật có tầm ảnh hưởng lớn đến hưng thịnh vinh quang của gia tộc. Sau khi cưới được Cố Đình Diệp - đại Hầu gia đương triều, nàng trở thành Cáo Mệnh Hầu gia phu nhân, chủ mẫu một nhà, vừa quản lí cho việc nhà được êm ấm vừa giúp đỡ cho việc nước được chu toàn. |
| Phùng Thiệu Phong (Biên Thiên Dương thủ vai lúc nhỏ) | Cố Đình Diệp (顧廷燁)   | Ninh Viễn Hầu phủ Nhị công tử -> Hầu gia. Nhị công tử của Ninh Viễn Hầu và Đại nương tử Bạch thị, từ nhỏ sống trong nhà hào môn thế gia. Ninh Viễn Hầu phủ nhị công tử, tự Trọng Hoài (仲怀). Sở hữu trí tuệ, sức mạnh quân sự và thế chất đáng kinh ngạc, tuy nhiên Cố Đình Diệp nổi tiếng là kẻ vô lại, vừa bất hiếu vừa vô dụng, lang thang khắp các phường kỹ nữ. Vô cùng táo bạo và thô lỗ, Cố Đình Diệp đi theo những gì hắn muốn theo cách trực tiếp nhất có thể để đảm bảo hắn có được nó, bất kể hắn phải gạt bỏ những gì để đạt được điều đó. Tuy nhiên, hắn luôn có ý định tốt. Rộng lượng đối với người lạ, Cố Đình Diệp sẽ di chuyển trời và đất để giúp đỡ những người gần gũi với mình. Cố Đình Diệp lớn lên trở thành vật tế thần cho mọi việc làm sai trái trong gia đình; kết quả là, hắn quan tâm rất ít đến miệng đời. Phương pháp của hắn để đối mặt với mọi kẻ thù là trực tiếp đối đầu với toàn bộ sức mạnh. Hắn trở thành thân tín cùng vào sinh ra tử với Hoàng đế, huynh đệ với Hoàn vương - thái tử tương lai, kế thừa tước vị Hầu gia. Tuy nhiên, bởi vỏ bọc kiêu ngạo, thô lỗ và lắm mưu nhiều kế, hắn che giấu đi phần con người vốn mang bản tính sống thật thà, tình cảm và chân thành sâu sắc. Hắn hiểu Minh Lan còn hơn chính nàng hiểu con người nàng và yêu Minh Lan bằng một tình cảm sâu đậm. Nhờ Minh Lan tinh tế đã giúp hắn bộc lộ con người ấy ra, đôi phu thê sống trong hạnh phúc mĩ mãn. |
| Chu Nhất Long                                        | Tề Hành (齊衡)          | Tề phủ Đại công tử -> Gia Thành Huyện mã. Thường gọi là Nguyên Nhược (元若). Đại công tử nhà Tề phủ, Kinh thành đệ nhất mỹ nam, con trai duy nhất của Bình Ninh Quận chúa - con gái nhà Tương Dương Hầu. Là tình yêu thời trẻ của Minh Lan, một chàng trai hào hoa phong nhã, ngọt ngào và có tâm hồn chân thành. Tề Hành yêu Minh Lan bằng một tình yêu thuần khiết và ngây thơ nhất, nhưng chàng lại không hiểu Minh Lan. Khi Tề Hành đến cầu thân với nàng, lại bị Bình Ninh Quận chúa ra tay ngăn cản, ép hai người nhận làm huynh muội với nhau. Tề Hành hứa với Minh Lan là sẽ cưới nàng, cuối cùng lại vì vận mệnh gia tộc bị ép hôn đành bội tín, rước Gia Thành Huyện chúa - con gái của Ung Thân vương về làm vợ. Huyện chúa chết rồi, chàng muốn đi cầu thân với Thịnh gia, nhưng một lần bỏ lỡ là mãi mãi bỏ lỡ, Cố Đình Diệp đã nhanh hơn một bước. Trong lòng vẫn nghĩ Minh Lan còn yêu mình, sợ cô ấy không yêu Cố Đình Diệp, day dứt vì mình hại cuộc đời Minh Lan. Sau nhiều giông tố chàng nhận ra họ yêu nhau thật lòng, giúp đỡ lúc Cố Đình Diệp gặp nạn, lúc này chàng chợt nhận ra bên cạnh chàng còn có người vợ Thân Hòa Trân, một vị tiểu thư tài sắc vẹn toàn hiếu thuận, chàng nắm tay cô ấy sống hạnh phúc về sau. |
| Thi Thi (Đào Dịch Hi thủ vai lúc nhỏ)                | Thịnh Mặc Lan(盛墨蘭)   | Thịnh gia tứ tiểu thư,con thân sinh của Thịnh Hoành và Lâm Cầm Sương Thứ nữ của Thịnh gia, được phụ thân vô cùng thiên vị, tự cho mình cao sang, nhanh mồm nhanh miệng. Tứ tỷ luôn một lòng ganh đua của Minh Lan, là một bản sao trẻ hơn của mẫu thân Lâm thị. Bề ngoài nhu nhược, nội tâm tàn nhẫn, là đối tượng gây hấn nhiều nhất với Minh Lan trước khi xuất giá. Chính vì quá tham lam, một lòng với tới cành cao hơn địa vị của mình mà cuộc hôn nhân sau này của nàng dù đảm bảo về gia thế nhưng không mấy hạnh phúc, thậm chí con cái cũng không thuận lợi, phải trả một cái giá đắt cho tội lỗi của mình. |
| Trương Giai Ninh（Lý Uý Nhi thủ vai lúc nhỏ）        | Thịnh Như Lan (盛如蘭)  | Con thân sinh của Thịnh Hoành và Vương Nhược Phất Đích nữ của Thịnh gia, em gái ruột của Hoa Lan và Trường Bách. Ngũ tỷ của Minh Lan, tính cách ngay thẳng, hoạt bát, không có lòng dạ, ngây ngốc đáng yêu. Trong tình yêu, nàng không quan tâm thân thế gia cảnh của đối phương, chỉ dũng cảm theo đuổi tình cảm của chính mình. |

### Tuyến nhân vật phụ

#### Thịnh gia
Biện Kinh Thịnh Gia
| Diễn viên                                    | Vai diễn                       | Giới thiệu |
| -------------------------------------------- | ------------------------------ | --- |
| Tào Thúy Phấn                                | Thịnh Lão Thái thái (盛老太太) | Đích tổ mẫu của Thịnh gia, mẹ cả của Thịnh Hoành. Xưa vốn là con gái của Dũng Nghị Hầu, xuất thân danh môn cao quý, đáng lẽ phải gả vào nhà hào môn, nhưng lại phải lòng Thịnh Lão gia đời trước, vốn chỉ là một Thám hoa bằng một tình cảm chân thật nhất. Cương trực công chính, phân rõ thị phi. Lúc còn trẻ trung trinh thủ tiết, dốc lòng dạy dỗ con của chồng và thị thiếp thành tài Tuy không có huyết thống với bất kỳ ai trong Thịnh gia hiện tại, nhưng bà luôn dành tình yêu thương hết lòng dành cho cả gia đình. Quan tâm che chở Minh Lan, một tay nuôi dạy nàng thành người, thay đứa cháu gái từ nhỏ đã mồ côi mẹ bày mưu tính kế, không tha thứ cho bất cứ ai dám đụng đến nàng. |
| Lưu Quân                                     | Thịnh Hoành (盛紘)             | Chủ quân của Thịnh gia, phụ thân của Minh Lan. Tính tình gia trưởng, coi trọng danh tiếng hơn tất cả mọi thứ. Làm quan Ngũ phẩm trong triều, không đấu đá trên quan trường, chỉ mong luồn cúi mà tiến về phía trước. Cả đời mệt mỏi vì các thê thiếp tranh cãi đấu đá, lại hối hận khôn nguôi khi bị chính Minh Lan đá xéo, châm chọc. |
| Lưu Lâm                                      | Vương Nhược Phất (王若弗)      | Chủ mẫu của Thịnh Gia, đích mẫu của Minh Lan. Tính tình thẳng thắn, không kiềm chế được cảm xúc mà phát tiết hết ra ngoài. Là người thương yêu con cái của mình hết mực, dành cả tâm huyết để nuôi dạy con cái thành tài. Vốn là người ruột để ngoài da, hay sợ sệt, dễ bị lừa bịp, quan tâm đến quy cách nhưng lại hay buông lời độc địa. Tính tình nhỏ nhen, ích kỉ nhưng không phải là người âm hiểm, xảo trá. Như Lão Thái thái nói với Minh Lan: "Dù Đích mẫu của con có vạn lần cái không tốt, nhưng có một ưu điểm lớn nhất là nó không biết đi hại người. Cho nó con dao, nó cũng không cầm con dao đó đi đâm chém người ta."                                                             |
| Cao Lộ                                       | Lâm Cầm Sương (林噙霜)         | Thứ thiếp của Thịnh gia, là tiểu thiếp mà Thịnh Hoành sủng ái nhất. Bề ngoài nhu nhược, thực chất rất giỏi tâm kế, am hiểu dùng nước mắt cùng lời lẽ đả động người khác đạt được mục đích của chính mình, cái gì cũng muốn tranh thứ nhất, trong nhà đấu với Vương thị mấy năm cũng không rơi xuống thế hạ phong. Nhân vật gây sóng gió hỗn loạn bậc nhất trong Thịnh gia, là hung thủ hại chết Vệ tiểu nương - mẹ ruột của Minh Lan. |
| Lưu Hi Viện                                  | Vệ Thứ Ý (卫恕意)              | Thứ thiếp của Thịnh gia, mẹ ruột của Minh Lan. Do người trong nhà mắc bệnh mà bán mình vào Thịnh gia đổi tiền thuốc, sau mất vì khó sinh do Lâm Cầm Sương hãm hại. Sau khi chết bài vị được thu xếp tại thành Biện Kinh bên ngoài Ngọc Thanh quán. |
| Vương Hạc Nhuận                              | Thịnh Hoa Lan (盛華蘭)         | Đích trưởng nữ của Thịnh gia, con gái cả của Vương Nhược Phất. Hoa Lan thông minh, hiếu thảo nhưng có chút hiếu thắng. Cô là điển hình của phụ nữ thời phong kiến trong công cuộc đấu tranh giành lấy sự chung thủy một lòng của chồng với mình. Mặt khác, cô lại rất yêu quý Minh Lan, là chị em tốt với nhau. |
| Vương Nhân Quân(Ngân Nghệ thủ vai lúc nhỏ)   | Thịnh Trường Bách (盛長柏)     | Đích trưởng nam của Thịnh gia, con trai của Vương Nhược Phất, tự Tắc Thành. Học thức uyên bác không phô trương, thị phi rõ ràng, công chính liêm khiết, Trường Bách có lòng quan tâm các huynh đệ tỷ muội trong nhà, lại luôn giữ vẻ mặt nghiêm túc. Là một người ca ca ẩn nhẫn thận trọng, vừa như cha, vừa như anh, vì gia tộc có thể hi sinh chính bản thân mình. Khi Cố Đình Diệp gặp nguy nan, chỉ có hắn và Minh Lan thuỷ chung không rời nửa bước, mặc dù người trong nhà phản đối vẫn cùng Cố Đình Diệp qua lại. Chính nhân quân tử thời phong kiến, chính trực nhưng không khô khan, đối xử rất tốt với Minh Lan, yêu quý cô như em ruột (Như Lan).                                      |
| Nhâm Uyển Tịnh                               | Hải Triều Vân (海朝云)         | Vợ của Thịnh Trường Bách, đích nữ Giang Ninh Hải gia nhị tiểu thư. Thư hương thế gia, cả nhà trong sạch phú quý, cha và anh đều tại triều làm quan. |
| Trương Hiểu Khiêm(Vương Dập thủ vai lúc nhỏ) | Thịnh Trường Phong (盛長楓)    | Thịnh gia nhị thiếu gia, xếp hàng thứ ba,là con thân sinh của Thịnh Hoành và Lâm Cầm Sương. Thứ xuất của Thịnh gia, con trai của Lâm Cầm Sương, anh trai ruột của Mặc Lan. Là một công tử ăn chơi trác táng, tự phụ tài học nhưng thi lại không đỗ, từng ăn nói xằng bậy truyền đến tai hoàng đế suýt hại phụ thân không giữ được mạng. Tính tình không giống mẹ và em gái, thật thà ngây ngô. Sau khi cưới Liễu Thị dần dần đi vào chính đạo |
| Trương Lộ                                    | Văn Viêm Kính (文炎敬)         | Học trò của Thịnh Hoành, ông cố ý đem Mặc Lan đứa con gái ông yêu thương nhất gả cho hắn, Mặc Lan lại muốn gả vào hào môn thế gia chê xuất thân hắn bần hàn, không muốn gả cho hắn. Sau này cùng Như Lan nảy sinh tình cảm, trở thành con rể Thịnh gia. |
| Sử Diễm                                      | Phòng ma ma (房妈妈)           | Lão ma ma bên người Thịnh lão thái thái, lúc nhỏ gia cảnh nghèo khó không có cơm ăn, sau này may mắn vào Thịnh phủ được Thịnh lão thái thái trọng dụng. |
| Điền Lạc                                     | Như An (崔妈妈)                | Lúc đầu là lão ma ma hầu hạ bên người Thịnh lão thái thái, sau này được điều qua chăm sóc Minh Lan. Khi Minh Lan thành thân theo Minh Lan cùng đến Trừng Viên, sau khi cuộc sống Minh Lan yên ổn liền quay về bên cạnh Thịnh lão thái thái. |
| Vương Tử Vi (Hà hân Nhuế thủ vai lúc nhỏ)    | Tiểu Đào (小桃)                | Thị nữ hầu hạ bên người Minh Lan từ nhỏ, tính tình vui vẻ, yêu thích mỹ thực. Cùng Minh Lan tình như tỷ muội, luôn trung thành, tận tâm chăm sóc Minh Lan. Sau khi đi theo Minh Lan gả đến Trừng Viên, cùng Thạch Đầu làm một đôi oan gia vui vẻ, sau này cùng Thạch Đầu kết làm phu thê |
| Hàn Diệp                                     | Đan Quất(丹橘)                 | Thị nữ hầu hạ bên người Minh Lan, sau khi Vệ tiểu nương chết được Thịnh lão thái thái cử đến hầu hạ Minh Lan. Năm thứ hai sau khi Minh Lan thành thân, giúp Đan Quất thoát khỏi thân phận nô tỳ cùng biểu ca thành thân. |
| Lý Viện Viện                                 | Thuý Vi (翠微)                 | Nhất đẳng nữ tỳ ở nội trạch của Thịnh lão thái thái, sau này cùng Minh Lan xử lý việc nhà trở thành chủ quản Mộ Thương Trai. Sau khi Minh Lan gả đến Trừng Viên trở thành đại quản gia Trừng Viên. |
| Hồng Hoa                                     | Lưu Ma Ma (刘妈妈)             | Lưu ma ma được Vương Nhược Phất đem tới từ nhà mẹ đẻ, theo bên người Vương đại nương tử vài thập niên, một mực thận trọng từ lời nói đến việc làm, dụng tâm phò tá. Sau này cùng Vương đại nương tử về Hựu Dương Thịnh gia chịu phạt. |
| Mã Đinh                                      | Chu Tuyết Nương (周雪娘)       | Thị nữ của Lâm Cầm Sương, sau khi Lâm Cầm Sương chết phải chịu trượng hình nên đi cà nhắc một chân, vẫn lưu lại Thịnh phủ nhưng cuộc sống không được như trước. Sau bởi vì đến đưa cơm cho Khang di mẫu bị giam, để Mặc Lan biết chuyện tổ mẫu bị hại, hiệp trợ Khang di mẫu trốn thoát. |
| Lục Nghiên Kỳ                                | Lưu Tiểu Điệp (刘小蝶)         | Thị nữ bên cạnh Vệ Thứ Ý, thông minh lanh lợi, thấy việc nghĩa hăng hái làm, không cam lòng thấy tiểu nương nhà mình bị đối đãi không công bằng.Sau người khác mưu hại mà bị đuổi khỏi Thịnh phủ, sau khi Minh Lan trưởng thành, đem hồi môn duy nhất của Vệ Tiểu Nương trả lại, |
| Lưu Tình                                     | Vệ Nương Tử (卫娘子)           | Muội muội của Vệ Thứ Ý, dì của Minh Lan, vô cùng yêu thương Minh Lan, phối hợp hiệp trợ Minh Lan điều tra cái chết của tỷ tỷ. |
| Ninh Hiểu Chí                                | Trang Học Cứu (庄学究)         | Thịnh gia tư thục tiên sinh, học thức uyên bác, dạy dỗ các nhi tử nhi nữ của Thịnh gia, còn dạy dỗ Cố Đình Diệp, Tề Hành, được tất cả mọi người kính trọng. Sau nghỉ dạy học về quê an hưởng tuổi già. |

Hựu Dương Thịnh gia
| Diễn viên      | Vai diễn                           | Giới thiệu |
| -------------- | ---------------------------------- | --- |
| Chu Hoài Húc   | Hựu Dương Lão thái thái (大老太太) | Thường gọi là Đại lão thái thái. Tẩu tẩu của Thịnh lão Thái thái, đương gia của họ Thịnh ở Hựu Dương. Khi còn trẻ tính cách cương nghị, một tay quán xuyến việc nhà, lúc về già kiên quyết bảo vệ những cô cháu gái của mình. |
| Vương Cương    | Thịnh Duy (盛维)                   | Trưởng tử của Hựu Dương Thịnh gia, đường huynh của Thịnh Hoành, thương nhân thế gia. |
| Tiền Hựu Hữu   | Lý Thị (李氏)                      | Vợ Thịnh Duy. |
| Hồ Sóc Vũ      | Thịnh Trường Ngô (盛长梧)          | Thịnh gia trưởng tử. |
| Trương Hàm Vận | Thịnh Thục Lan (盛淑蘭)            | Đích trưởng nữ của Hựu Dương Thịnh gia, tỷ tỷ ruột của Phẩm Lan, tính tình ôn nhu. Chịu nhiều đau khổ từ người chồng bất tài, vô dụng, vũ phu Tôn Chí Cao. Tôn Chí Cao lấy của hồi môn của Thục Lan ăn chơi trác táng, đón kỹ nữ về nhà làm thiếp, lại đánh đập Thục Lan. Cuối cùng nhờ sự giúp đỡ của Minh Lan và Phẩm Lan, cũng như sự cương quyết của Thịnh gia, Thục Lan đã thành công hòa ly, thoát khỏi cuộc hôn nhân với Tôn Chí Cao. |
| Từ Duyệt       | Thịnh Phẩm Lan (盛品蘭)            | Đường tỷ của Minh Lan, muội muội ruột của Thục Lan, đích nữ Hựu Dương Thịnh gia. Tính tình vui vẻ, hoạt bát, thà hi sinh làm ni cô chứ không chấp nhận Thục Lan phải chịu khổ. |

#### Cố gia
Trừng Viên Cố Gia
| Diễn viên                                 | Vai diễn             | Giới thiệu |
| ----------------------------------------- | -------------------- | --- |
| Thẩm Trì                                  | Thạch Đầu (石头)     | Sai vặt bên cạnh Cố Đình Diệp, xuất thân Tào Bang, ưa thích Tiểu Đào, sau được Minh Lan thành toàn cùng Tiểu Đào kết làm phu thê. |
| Khang Quần Trí                            | Thường Ma Ma(常嬷嬷) | Nhũ mẫu của Cố Đình Diệp, lão ma ma của Bạch gia, xem Cố Đình Diệp như con trai. Lúc mới bắt đầu đã nhìn ra Chu Mạn Nương không phải người tốt, sau đó dùng kế để mạn Nương lộ bộ mặt thật. Chăm sóc Dung Nhi trong lúc Cố Đình Diệp tòng quân. Sau khi Minh Lan mang thai liền đến Trừng Viên thay Minh Lan quản lý việc nhà. |
| Diệp Hiên Đồng (Lâm Tịch thủ vai lúc nhỏ) | Cố Thư Dung (顧舒蓉) | Con thân sinh của Cố Đình Diệp và Chu Mạn Nương, thường được gọi là Dung Nhi (蓉儿). 5 tuổi phải theo Cố Đình Diệp bôn ba khắp nơi để tìm đệ đệ, đến khi Minh Lan góp ý mới đưa về Biện Kinh. Lên 6 tuổi liền phó thác cho vợ chồng Thịnh Trường Bách đưa đến Hải Gia nữ thục đọc sách. 9 tuổi cùng Minh Lan học cách xử lý việc nhà. Một mực tưởng nhớ mẹ và đệ đệ nào có thể đoán được mẹ đẻ lại nhẫn tâm hạ sát thủ muốn giết mình, sau khi mẹ đẻ chết thương tâm tới mức nhận Minh Lan là mẹ. |

Ninh Viễn Hầu Phủ Cố Gia
| Diễn viên                                       | Vai diễn              | Giới thiệu |
| ----------------------------------------------- | --------------------- | --- |
| Lý Hồng Đào                                     | Cố Yến Khai (顧偃開)  | Ninh Viễn Hầu của Bắc Tống. Không phải phu quân tốt, cũng không phải phụ thân tốt. Ông không cho Cố Đình Diệp tình yêu thương của một người cha, gián tiếp hủy hoại nửa đời của hắn. Ông lại đi quá sớm, khiến Cố Đình Diệp chịu bao uất ức mà phải rời Hầu phủ trở thành đạo tặc. |
|                                                 | Tần thị (秦氏)        | Phu nhân đầu tiên của Ninh Viễn Hầu, mẫu thân của Đại thiếu gia Cố Đình Dục. Người vợ kết tóc se tơ của Cố Yến Khai, người mà ông yêu quý nhất. Cái chết của bà khiến Cố Đình Dục luôn nghĩ Bạch thị - mẹ của Cố Đình Diệp là hung thủ, nhưng thực tế bà vì chính Cố Yến Khai khó sinh mà chết. Sau bà cũng được truy phong làm Cáo mệnh phu nhân bởi Hoàng đế đương triều |
| Vương Tịnh Vân                                  | Bạch thị (白氏)       | Phu nhân thứ hai của Nĩnh Viễn Hầu, đại tiểu thư Bạch gia, mẹ của Cố Đình Diệp. Cố gia khi đó suy dồi, chỉ có Bạch gia mới giúp đỡ được nên Cố Yến Khai đã lấy Bạch thị về làm Đại nương tử, gián tiếp ép Tần thị - người vợ đầu tiên khó sinh mà chết. Bạch thị cứu được Cố gia, sinh ra Cố Đình Diệp, lại nghe được sự thật Cố Yến Khai luôn lợi dụng mình, đau lòng sụp đổ sinh non mà chết. Sau này Cố Đình Diệp thành danh, ép Cố Đình Dục phải ghi tên mẹ vào gia phả, công bố sự thật mẹ mình đã giúp Cố gia thế nào. Bà cũng được truy phong làm Cáo Mệnh phu nhân bởi Hoàng đế đương triều.    |
| Vương Nhất Nam                                  | Tiểu Tần thị (小秦氏) | Phu nhân thứ ba của Ninh Viễn Hầu, mẹ kế của Cố Đình Diệp. Em gái của Tần thị, Đại nương tử đầu tiên. Nhân vật ghê gớm thâm độc nhất trong Cố gia, so với Lâm Cầm Sương hay Chu Mạn Nương không hề kém cạnh. Thuở nhỏ đem Cố Đình Diệp chiều chuộng đến không sợ trời không sợ đất, mục đích là hy vọng hắn không ngừng gặp rắc rối, dẫn đến phụ tử bất hoà làm Cố Đình Diệp trục xuất khỏi gia môn. Luôn giữ vững được tiếng tăm tốt đẹp, song ẩn dưới lốt thánh thiện bề ngoài là trái tim độc ác như rắn rết bọ xà, nhiều lần muốn hại chết Đình Diệp - Minh Lan, cuối cùng tự thiêu mình trong lửa. |
| Cao Tử Phong                                    | Cố Đình Dục (顧廷煜)  | Đại công tử của Ninh Viễn Hầu phủ, anh trai cùng cha khác mẹ với Cố Đình Diệp. Luôn mang một mối hận sâu sắc với Bạch thị do nhầm tưởng Bạch thị hại chết mẹ mình. Sau này thâm tâm biết Bạch thị trong sạch vô can, vẫn không chấp nhận được do ý thức đã ăn sâu mình từ hồi bé. Ốm yếu, bị bệnh tật hành hạ. |
| Lưu Triết Huy (Lâm Nguyên Xuân thủ vai lúc nhỏ) | Cố Đình Vĩ (顧廷炜)   | Tam công tử của Ninh Viễn Hầu phủ. Con trai của Tiểu tần thị. Không màng tranh đấu, chỉ mong cầu tình yêu thương của mẹ, anh em hoà thuận. Lúc Cố Đình Diệp mất tích thà cùng mẹ bất hoà cũng không muốn kế thừa tước vị. Cuối cùng phải nhìn mẹ tự thiêu trong lửa. |
| Dương Tân Minh                                  | Cố Tứ Gia (顾四爷)    | Bởi vì căm hận Cố Đình Diệp không cứu con mình thoát tội, nên cùng Tiểu Tần Thị hợp mưu làm giả chứng cứ vu cáo Cố Đình Diệp |
| Đàm Hi Hoà                                      | Cố Ngũ Gia (顾五爷)   | Đệ đệ của Cố Yển Khai, thúc thúc của Cố Đình Diệp ngạo mạn vô lễ. Cố Đình Diệp bị oan, lựa chọn không tham dự, rất sợ bị liên luỵ chỉ bo bo giữ mình. |
| Diệp Tử Thành                                   | Cố Đình Bính (顾廷炳) | Ninh Viễn Hầu Phủ tứ công tử, con trai Cố Tứ Gia. Mong ước lớn nhất là để Cố Đình Diệp vĩnh viễn không thể trở mình. Liên quan đến án của nghịch vương tàn đảng, có tên trong danh sách tặng lễ vật nên bị lưu đày ba nghìn dặm. Sau ở nơi đất khách quê người vì tranh giành tình nhân với người khác mà giết người. |
| Lưu Miễn Tử                                     | Cố Đình Địch (顾廷狄) | Ninh Viễn Hầu Phủ ngũ công tử, con trai Cố Ngũ Gia. Bởi vì tên bị Cố Đình Bính gạch tên khỏi danh sách tặng lễ vật của án nghịch vương tàn đảng nên mới thoát được tội. |

#### Các nhân vật khác
| Diễn viên        | Vai diễn                 | Giới thiệu |
| ---------------- | ------------------------ | --- |
| Lý Y Hiểu        | Chu Mạn Nương (朱曼娘)   | Tiểu thiếp không chính thức của Cố Đình Diệp, xuất thân nghèo hèn lại muốn trèo cao làm phu nhân của Cố Đình Diệp, vì đạt thành mộng tưởng không từ thủ đoạn. Bề ngoài đáng thương nhu nhược, kì thực tâm cơ rất sâu, diễn xuất hoàn hảo, tâm địa ác độc mà vẻ ngoài tỏ ra là tiểu thư khuê các. Có hai đứa con với Cố Đình Diệp. 2 lần cản trở Cố Đình Diệp nạp chính thê. Thường Ma Ma giúp Cố Đình Diệp nhận ra con người thật của ả. Khi Đình Diệp phác giác sự giả dối của ả thì đuổi đi, ả lén đem đứa con trai nhỏ theo. Sau này bị ma ma đánh chết khi cô ta định giết đứa con đầu của Minh Lan và Đình Diệp để trả thù.                     |
| Trương Diễm Diễm | Vương Nhược Dữ (王若与)  | Khang gia Đại nương tử, tỷ tỷ ruột của Vương Nhược Phất. Nhân vật có tâm lí ác độc méo mó, đằng ngoại (theo lý thuyết) của Minh Lan (vì nhân vật con thứ trong này đều phải nhận đại nương tử - Vương Nhược Phất làm mẹ nên thực tế Khang di mẫu không có quan hệ huyết thống), hễ nhìn người khác hạnh phúc là không chịu nổi, lồng lên đâm bị thóc chọc bị gạo, phá tan nhà người ta thì mới hả hê. Sự ác độc của Khang thị kết hợp với sự ngu dốt của Vương Nhược Phất khiến Thịnh Lão thái thái gặp nạn và đẩy Minh Lan nổi cơn tam bành lần đầu tiên trong đời. Cuối cùng bị Đình Diệp chém chết khi bà sắp giết Minh Lan lúc vừa mới sinh con. |
| Phùng Huy        | Triệu Tông Toàn (赵宗全) | Bắc Tống Hoàng đế. Được truyền ngai vàng từ Hoàng đế đời trước trong lúc nguy nan, cùng với sự trợ giúp của Cố Đình Diệp. Là một Hoàng đế năng động, sáng tạo, không chịu đi theo lối mòn mà luôn suy nghĩ cải cách, bất chấp sự chèn ép, ngăn cản và bất mãn của Thái hậu. |
| Quyên Tử         | Thẩm Tùng Anh (沈从英)   | Bắc Tống Hoàng hậu, đại tiểu thư Thẩm gia. Người vợ từ thời hàn vi của hoàng đế. Một hoàng hậu luôn vì phu quân mà hết lòng phò trợ, yêu thích Minh Lan. Nhiều lần làm theo kế của Minh Lan mà được cứu cánh. |
| Dương Thanh      | Thái hậu (太后)          | Đại nương nương của Bắc Tống, đích tổ mẫu của Hoàng đế. Không chấp nhận Hoàng đế đi ngược với lối trị quốc của Tiên đế mà luôn bất mãn, buông rèm nhiếp chính. Cuối cùng bà hiểu rõ tâm tư của Hoàng đế, nên bà tự nguyện an hưởng tuổi già ở biệt uyển ngoài cung. |
| Dư Nam Nam       | Khổng Ma Ma (孔嬷嬷)     | Bạn thân của Thịnh lão thái thái, sống trong cung nhiều năm, được Thịnh lão thái thái mời đến dạy dỗ lễ nghi cho các cô nương Thịnh gia. Minh Lan luôn nhớ lời dạy của bà, dùng những gì bà dạy mà cai quản Hầu phủ trên dưới đâu ra đấy. |

## Tiếp nhận
Chương trình có 8.1 trên 10 trên Douban và nhận được đánh giá tích cực. Minh Lan truyện đã trở thành một chủ đề xu hướng lớn trên phương tiện truyền thông xã hội, với các hashtag liên quan được xem hàng trăm triệu lần. Nhiều cư dân mạng đã ca ngợi bộ phim truyền hình cho tiết lộ các vấn đề và mâu thuẫn trong cuộc sống thực, chẳng hạn như sở thích của gia đình truyền thống Trung Quốc cho bé trai hơn con gái và mâu thuẫn thế hệ khi nói đến chăm sóc cho người cao tuổi (家庭养老).

## Giải thưởng và đề cử
| Giải thưởng                                                      | Thể loại                          | Đề cử công việc   | Kết quả | Tham chiếu |
| ---------------------------------------------------------------- | --------------------------------- | ----------------- | ------- | ---------- |
| Liên hoan truyền hình Thượng Hải lần thứ 25 (Giải Bạch Ngọc Lan) | Phim truyền hình hay nhất         |                   | Đề cử   | [ 5 ]      |
| Liên hoan truyền hình Thượng Hải lần thứ 25 (Giải Bạch Ngọc Lan) | Đạo diễn xuất sắc nhất            | Trương Khai Trụ   | Đề cử   | [ 5 ]      |
| Liên hoan truyền hình Thượng Hải lần thứ 25 (Giải Bạch Ngọc Lan) | Kịch bản chuyển thể xuất sắc nhất | Tằng Lộ, Ngô Đồng | Đề cử   | [ 5 ]      |
| Liên hoan truyền hình Thượng Hải lần thứ 25 (Giải Bạch Ngọc Lan) | Thị hậu                           | Triệu Lệ Dĩnh     | Đề cử   | [ 5 ]      |
| Liên hoan truyền hình Thượng Hải lần thứ 25 (Giải Bạch Ngọc Lan) | Nam diễn viên phụ xuất sắc nhất   | Chu Nhất Long     | Đề cử   | [ 5 ]      |
| Liên hoan truyền hình Thượng Hải lần thứ 25 (Giải Bạch Ngọc Lan) | Nữ diễn viên phụ xuất sắc nhất    | Lưu Lâm           | Đề cử   | [ 5 ]      |
| Liên hoan truyền hình Thượng Hải lần thứ 25 (Giải Bạch Ngọc Lan) | Chỉ đạo mỹ thuật xuất sắc nhất    |                   | Đề cử   | [ 5 ]      |